# Rășinari
Rășinari (deutsch Reschinar früher Städterdorf, ungarisch Resinár) ist ein Dorf im Kreis Sibiu in Siebenbürgen, Rumänien.

## Lage
Die Ortschaft liegt acht Kilometer südwestlich von Hermannstadt entfernt am Fuße der Karpaten und ist Teil der Mărginimea Sibiului.

## Geschichte und Gegenwart
Erstmals wurde der Ort Rășinari im Jahr 1476 urkundlich erwähnt. Kaiser Josef II., gleichzeitig König von Ungarn und Großfürst von Siebenbürgen, hat Rășinari im Jahre 1787 zum Freien Königlichen Dorf erklärt. Die Ortschaft zählte im Jahr 2007 5648 Einwohner. Schafzucht, Holzverarbeitung und Tourismus sind die Hauptbeschäftigungszweige.

## Verkehr
Zwischen Sibiu und Rășinari verkehrte bis 2011 die Straßenbahn Hermannstadt, die zuletzt vom Verkehrsunternehmen Tursib betrieben wurde. Diese Linie wurde aufgrund der beruflichen Spezialisierung der Einwohner der Mărginimea Sibiului auch „Käse-Express“ genannt. Nachdem die verbleibenden Wagen 2012 der Gemeinde Rășinari überlassen wurden und der Betrieb eingestellt wurde, soll Mitte 2014 mithilfe von EU-Geldern die Linie für touristische Zwecke reaktiviert werden. Die Schienen wurden allerdings in Hermannstadt bis Pădurea Dumbrava (Junger Wald) entfernt, zudem muss erst ein neues Depot in Rășinari errichtet werden.
Durch Rășinari führt die Kreisstraße (drum județean) DJ 106A von Hermannstadt nach Păltiniș (Hohe Rinne), ein Wintersportort in Rumänien.

## Persönlichkeiten
- Emil Cioran (1911–1995), Philosoph und Aphoristiker
- Octavian Goga (1881–1938), Dichter und Politiker
- Ioan Ilcușu (1883–1977), rumänischer Verteidigungsminister von 1939 bis 1940[5]
- Ilarie Mitrea (1842–1904), Arzt und Entdecker im Auftrag der niederländischen Marine[5]
- Daniel Popovici Barcianu (1847–1900), Intellektueller und Politiker[5]
- Andrei Șaguna (1809–1873), orthodoxer Metropolit war bis zu seiner Heiligsprechung 2011 in Rășinari begraben
- Stan Vidrighin (1876–1956), Ingenieur und Bürgermeister von Timișoara (Temeswar)

## Sehenswürdigkeiten
- Die orthodoxe Kirche Cuvioasa Paraschiva zwischen 1725 und 1758 errichtet, steht unter Denkmalschutz.[6]
- Mehrere Anwesen im Gemeindezentrum stehen unter Denkmalschutz.[6]
- Die orthodoxe Kirche Svânta Treime (Dreifaltigkeit) 1814 errichtet.[7]
- Das Dorfmuseum